# Rue Saint-Martin (Paris)
A Rue Saint-Martin é uma rua localizada no 3.º e no 4.º arrondissements de Paris.

## Localização e acesso
Atualmente, a rua com 1 420 metros de extensão faz parte do 3.º arrondissement, quartier des Arts-et-Métiers e quartier Sainte-Avoye e do 4.º arrondissement, quartier Saint-Merri. A rua começa em 8-12, quai de Gesvres e termina em 1, boulevard Saint-Denis e 55, boulevard Saint-Martin. A rue Saint-Martin se estende ao norte, além da Porte Saint-Martin, pela rue du Faubourg-Saint-Martin. É servida pela linha 4 do Metrô nas estações de metrô Châtelet, Les Halles, Étienne Marcel, Réaumur - Sébastopol e Strasbourg - Saint-Denis.

## Origem do nome
Leva o nome do antigo Priorado de Saint-Martin-des-Champs, agora atribuído ao Conservatoire national des arts et métiers (CNAM), ao qual conduz.

## Histórico

### Época romana e Alta Idade Média
Inicialmente esta rua, que era um caminho, era o prolongamento da Via Superior. Localizado na margem direita do Sena, este cardo maximus era uma calçada elevada que atravessava pântanos propensos a inundações e levava de Lutécia a Louvres e Senlis. Esta estrada romana era independente da que ia de Lutécia a Ruão.

### Idade Média
Por volta de 1147, a rue Saint-Martin, que começava no Sena, foi quase inteiramente construída até a Rue Neuve-Saint-Merri, onde havia um portão da cidade, o Archet Saint-Merri, que fazia parte do segundo muro de Paris, provavelmente construído após o grande cerco de 885 pelos vikings.

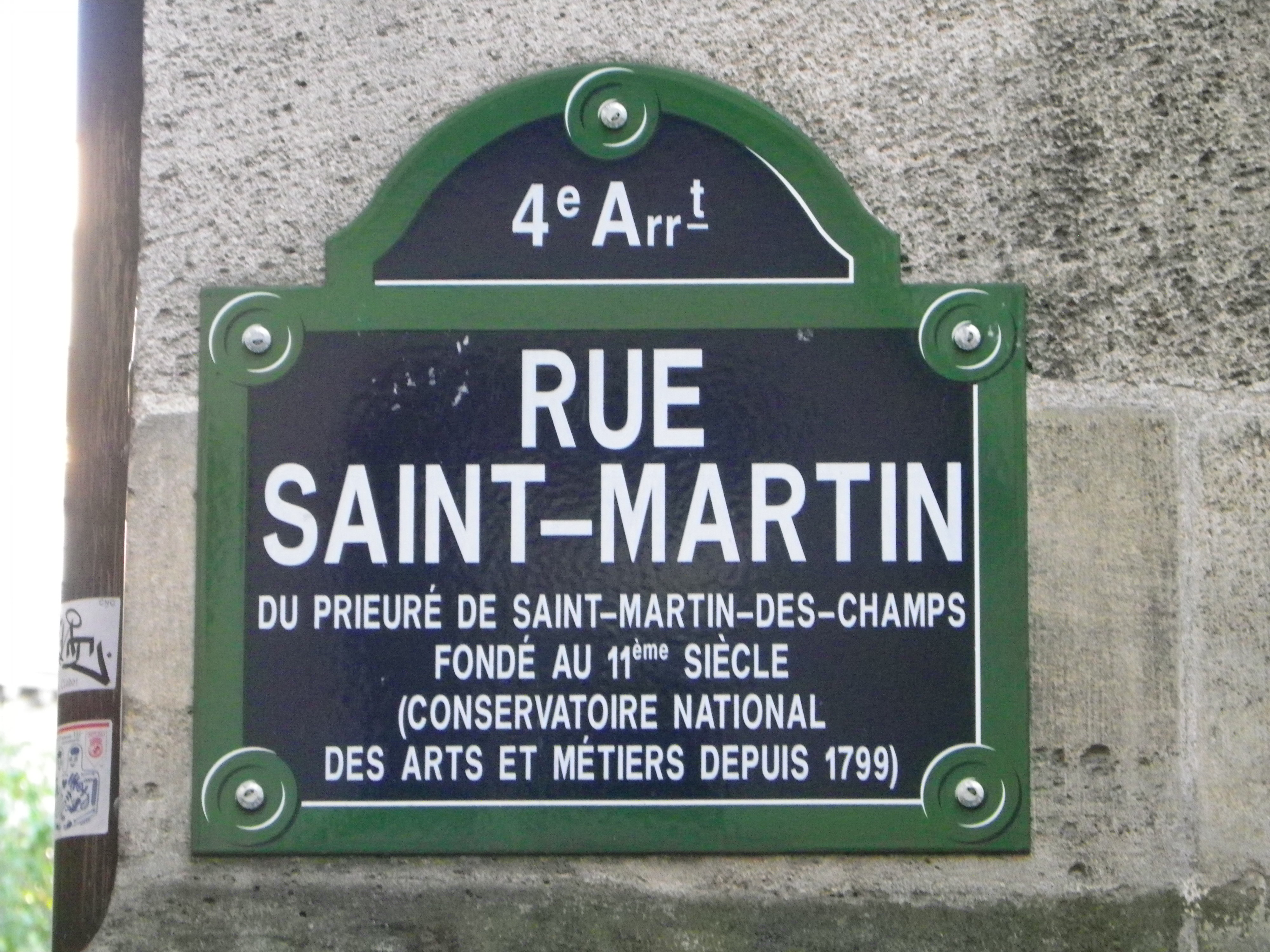
Placa de rua para a rue Saint-Martin em Paris.
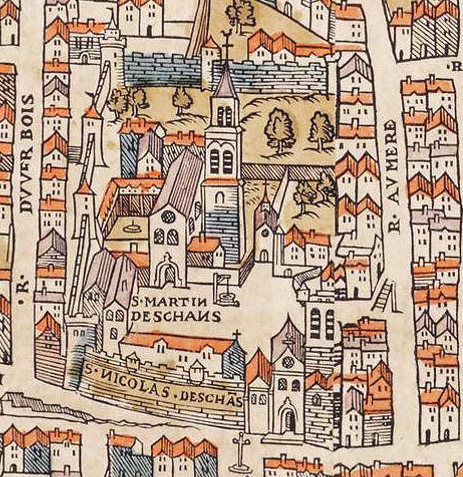
Saint-Martin-des-Champs e seu muro no plano de Truschet e Hoyau (por volta de 1550).

A construção de Les Halles sob Filipe Augusto atraiu grande parte da população parisiense para a margem direita do Sena, e a Rue Saint-Martin, vizinha deste imenso bazar, imediatamente colheu valiosos benefícios. Por volta do ano de 1200, estava quase completamente ladeada de construções até a Rue du Grenier-Saint-Lazare onde havia uma porta do terceiro muro de Paris iniciado em 1188, por ordem de Filipe Augusto. Este portão foi posteriormente renomeado " falha porta ", para não confundir com a nova Porte Saint-Martin do Muro de Carlos V.
Em 1231, era chamada de "Rue Saint-Martin-des-Champs" e foi citada em Le Dit des rues de Paris, de Guillot de Paris, sob o nome de " Rue Saint-Martin ". No século XIV, várias casas nesta rua pertenciam ao capítulo de Notre-Dame de Paris.
Esta rua tornou-se na Idade Média o principal eixo norte-sul de Paris até o deslocamento da Grand-Pont, Rue Saint-Denis.
Em 1418, a rue Saint-Martin estendeu-se à Rue Neuve-Saint-Denis. Foi finalmente sob o reinado de Luís XIII que chegou ao local que ainda hoje serve como limite.
Como a Rue Saint-Denis, a Rue Saint-Martin também estava repleta de muitos centros religiosos. Alguns foram totalmente destruídos como a Igreja de Saint-Julien-des-Ménétriers ou parcialmente como o Priorado de Saint-Martin-des-Champs, mas a maioria ainda existe, como Saint-Merri e Saint-Nicolas-des-Champs. Era tão longa como hoje, limitada a sul pelo Sena e a norte pelo Muro de Carlos V.

### Antigo Regime
Em 1535, Francisco I derrubou os portões do Muro de Filipe Augusto na margem direita. Foi também nessa época que surgiram casas com sinalização. Em meados do século XVII, sendo Paris declarada cidade aberta, a porta medieval foi substituída pela porta barroca, que ainda hoje pode ser admirada. Foi nesse período que a rua foi reformada.
Ela é chamada pelo nome de "Grand rue Saint-Martin" em um manuscrito de 1636.

### Depois da Revolução
Durante a Revolução Francesa, alguns centros religiosos foram destruídos, e o Priorado de Saint-Martin foi convertido no Conservatoire national des arts et métiers.
Em 1817, a rue Saint-Martin, com 1 160 metros de comprimento, começava no 2, Rue des Lombards e 78, Rue de la Verrerie e terminava em 1, Boulevard Saint-Denis e 61, Boulevard Saint-Martin.
Os números da rua eram pretos. O último número ímpar foi o nº 317 e o último número par foi no 262.
- Os números ímpares, do nº 1 ao nº 135 estavam no antigo 6.º arrondissement, Arrondissement de Lombards.
- Os números ímpares, do nº 137 ao nº 317, estavam no antigo 6.º arrondissement, Arrondissement de Porte-Saint-Denis.
- Os números pares, do nº 2 ao nº 160 estavam no antigo 7.º arrondissement, Sainte-Avoye.
- Os números pares, de nº 162 ao nº 262 estavam no antigo 6.º arrondissement, Saint-Martin-des-Champs.

Uma decisão ministerial de 28 do Messidor Ano V (16 de julho de 1797) assinado Bénézech define a largura mais estreita desta via pública em 12 metros. Esta largura foi aumentada para 14 metros, em virtude de uma portaria régia do 6 de maio de 1836.
Por decreto ministerial de 18 de fevereiro de 1851, durante as transformações de Paris no Segundo Império, a rua nasceu da fusão de três ruas:
- Rue de la Planche-Mibray, entre o Quai de Gesvres e a Rue Saint-Jacques-la-Boucherie;
- Rue des Arcis, entre a Rue Saint-Jacques-la-Boucherie e a Rue de la Verrerie;
- Rue Saint-Martin, ao norte da Rue de la Verrerie que, ao longo dos séculos, se estendeu cada vez mais para o norte até chegar ao Boulevard Saint-Martin.

Em 1851, o prefeito Georges Haussmann planejou o alargamento da rua, de 7,20 m para 22 m em toda a rua, e 100 m em frente a Saint-Nicolas-des-Champs, que finalmente só foi alargado para 37 m. Mas seu projeto nunca foi concluído, e realizado apenas ao sul da rue des Lombards e da rue de la Verrerie e entre a rue de Turbigo e a rue Notre-Dame-de-Nazareth, perdendo assim seu status de eixo principal norte-sul de Paris, em favor do Boulevard Sébastopol, inaugurado em 1853, e o alargamento da Rue du Renard e da Rue Beaubourg, em 1907 e 1910. É por isso que hoje a rue Saint-Martin parece estreita. As únicas demolições que ocorreram no século XX remontam a 1934, entre a rue Saint-Merri e a rue Rambuteau, para a criação do planalto de Beaubourg, que em 1976 se tornou o Centro Georges-Pompidou. No entanto, outras demolições no bairro ocorreram para a construção do Quartier de l'Horloge, mas quase não tocaram a rua. Uma placa no n.º 160 indica que as casas que margeiam a rue Saint-Martin foram poupadas "para preservar o caráter histórico desta rua", foi durante muito tempo uma das mais importantes de Paris.
Em 11 de outubro de 1914, durante a Primeira Guerra Mundial, o nº 123 rue Saint-Martin é bombardeado por um ataque realizado por aviões alemães.

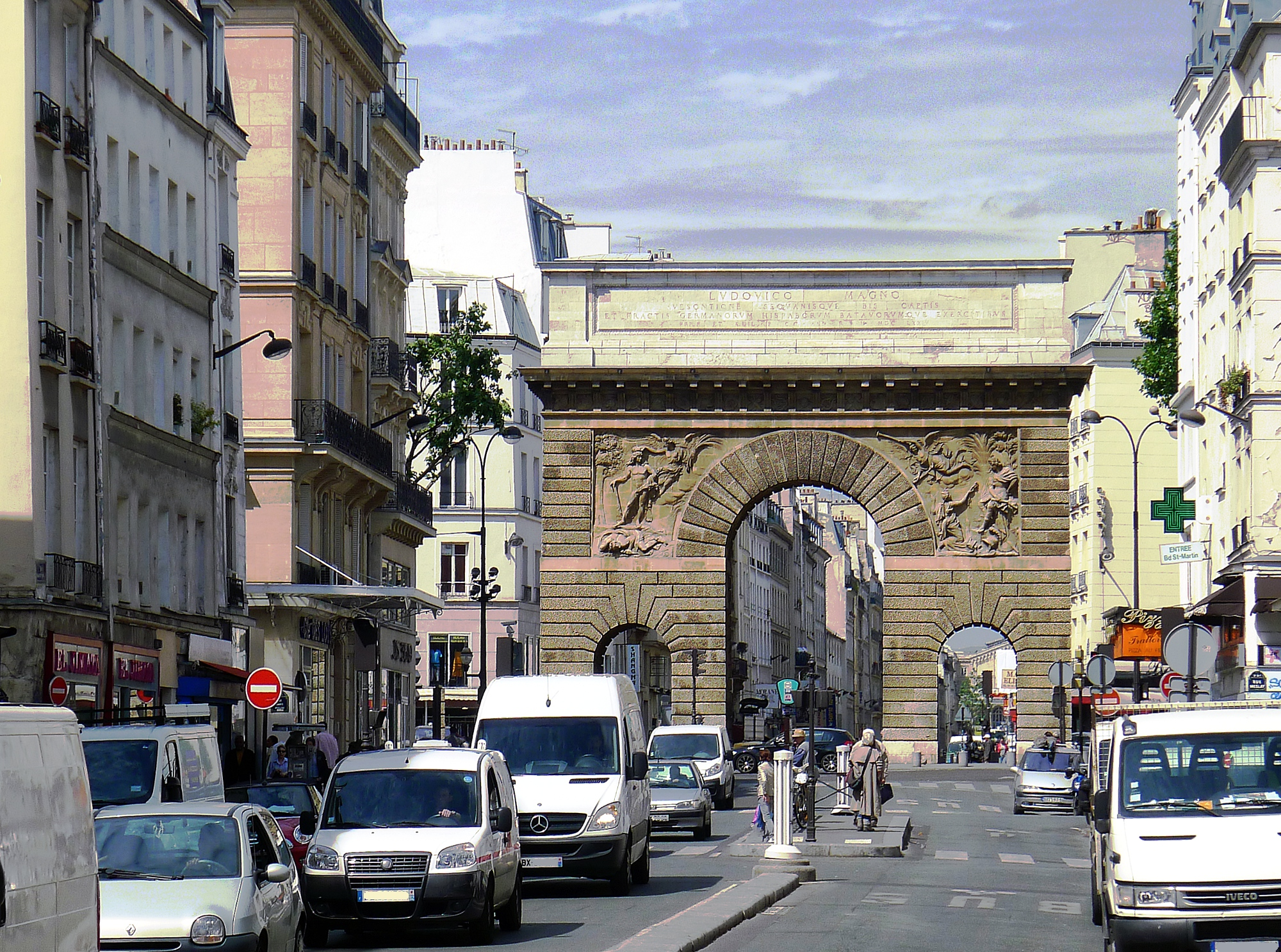
Rue Saint-Martin em seu extremo norte, perto da Porte Saint-Martin.

## Edifícios notáveis e lugares de memória
- Torre Saint-Jacques
- No 9: localização de uma das lojas da rede de livrarias Mona Lisait que fechou em 2013.
- No 16: o poeta Albert Samain viveu aí; uma placa o homenageia.

- Predefinição:Numéro avec majuscule 4.
- Predefinição:Numéro 16.

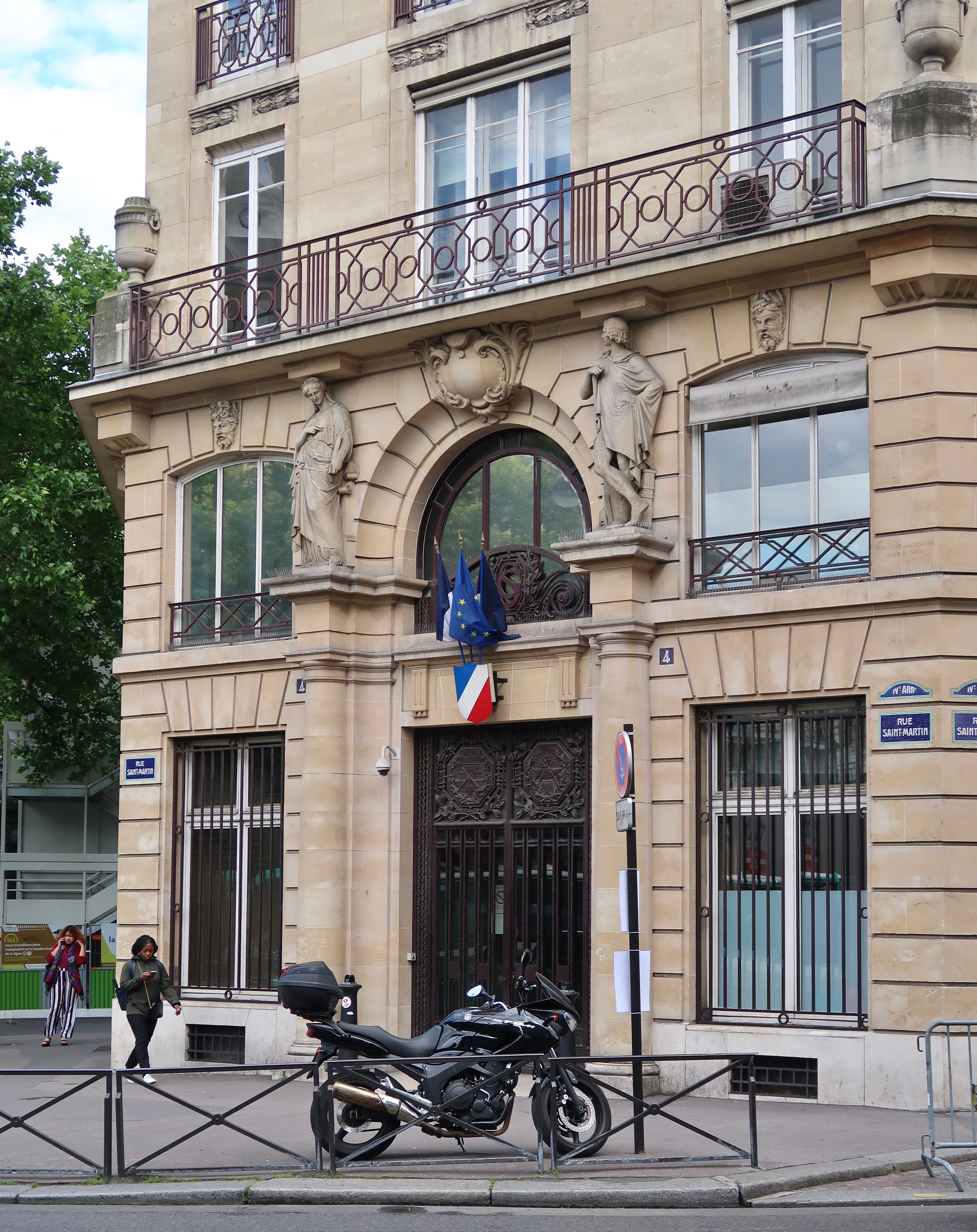
4.
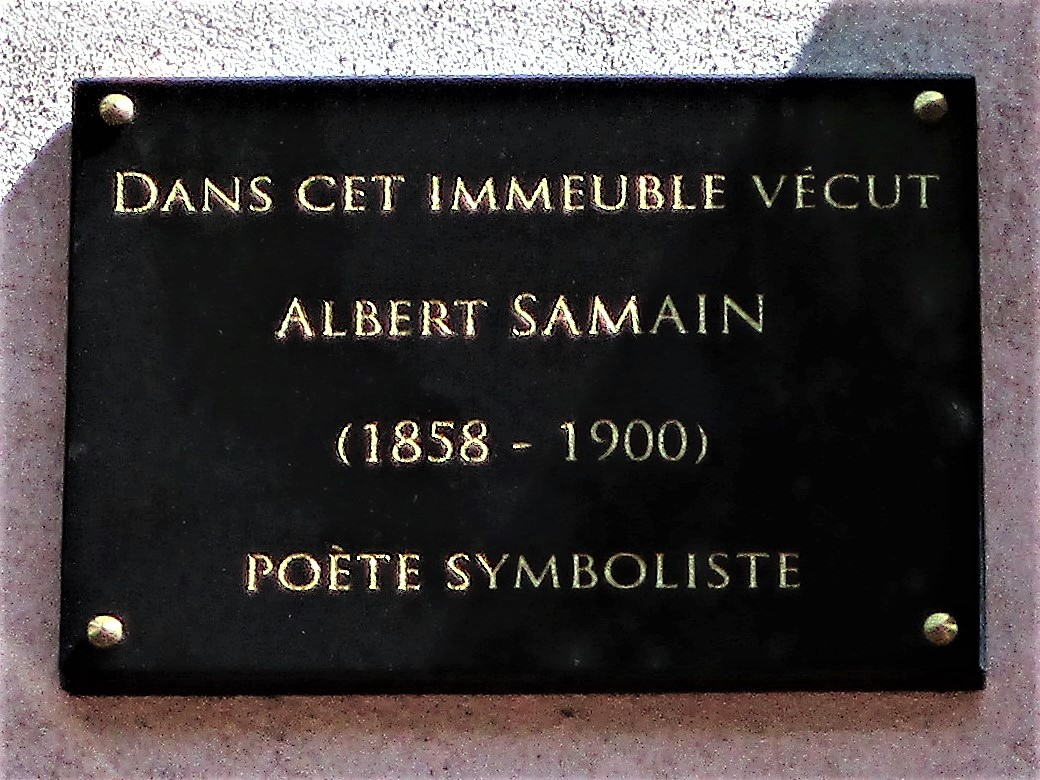
16.

- No 72: o escritor Gérard de Nerval viveu aí com seu pai de 1815 a 1834.
- No 76: Igreja de Saint-Merri.

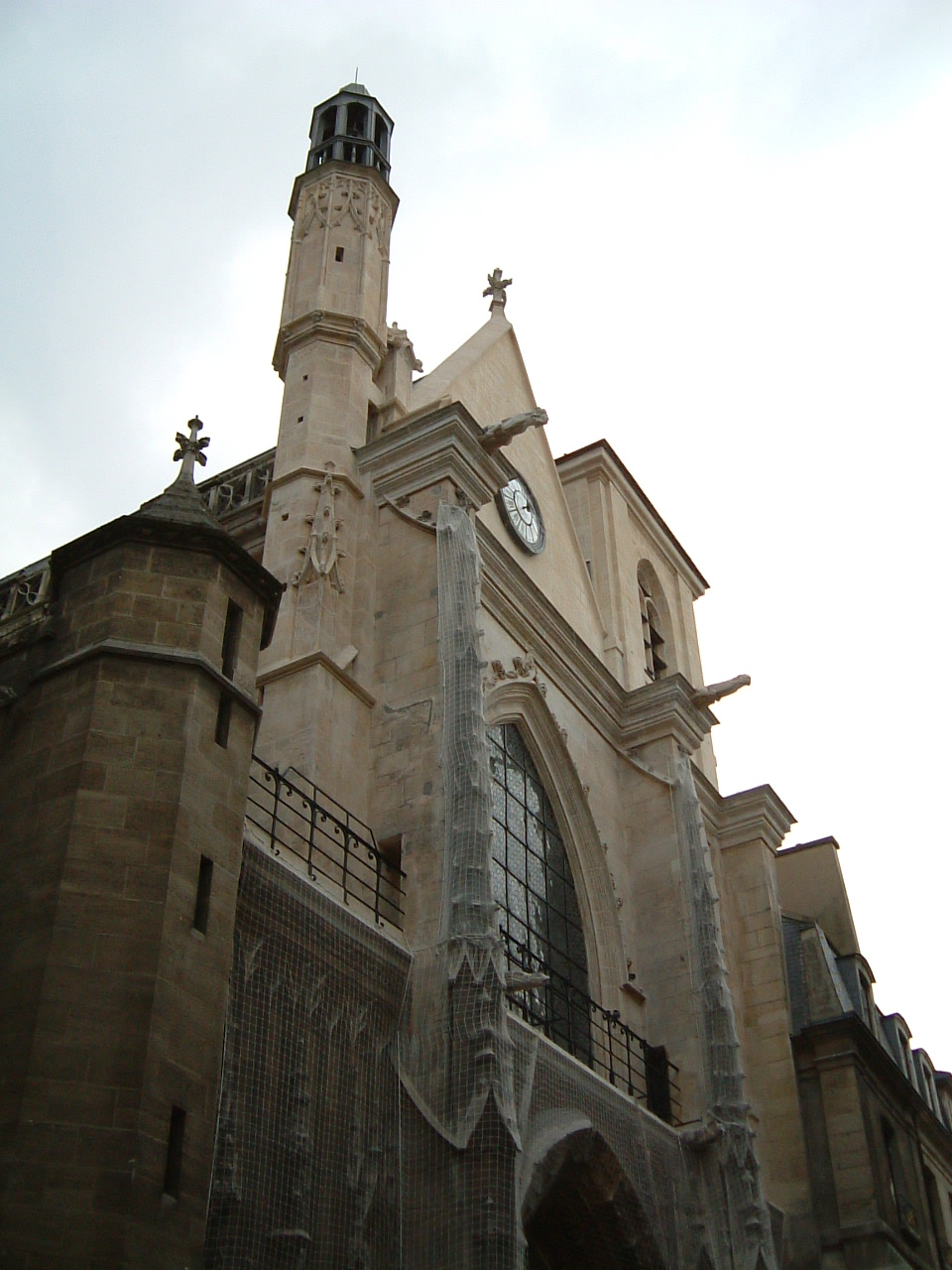
A igreja de Saint-Merri vista da rue Saint-Martin.
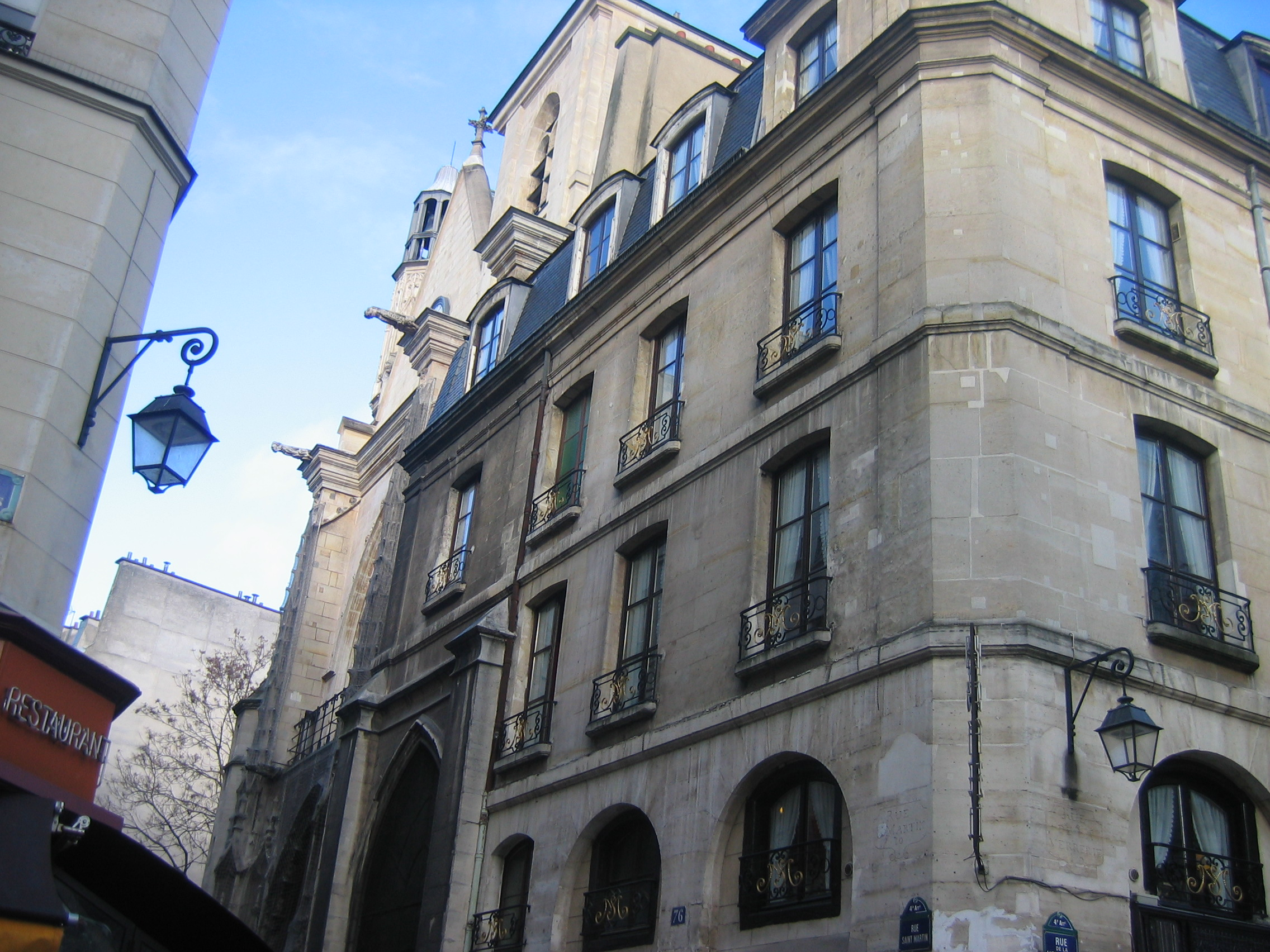
A igreja de Saint-Merri ao fundo.

- No 80 e rua du Cloître-Saint-Merri: localização do Archet de Saint-Merri, antiga porta do segundo muro de Paris.
- No 89: casa da Anunciação, sinal esculpido no primeiro andar, representando a Anunciação, ou seja, o anúncio feito à Virgem Maria de sua maternidade divina pelo Arcanjo Gabriel.

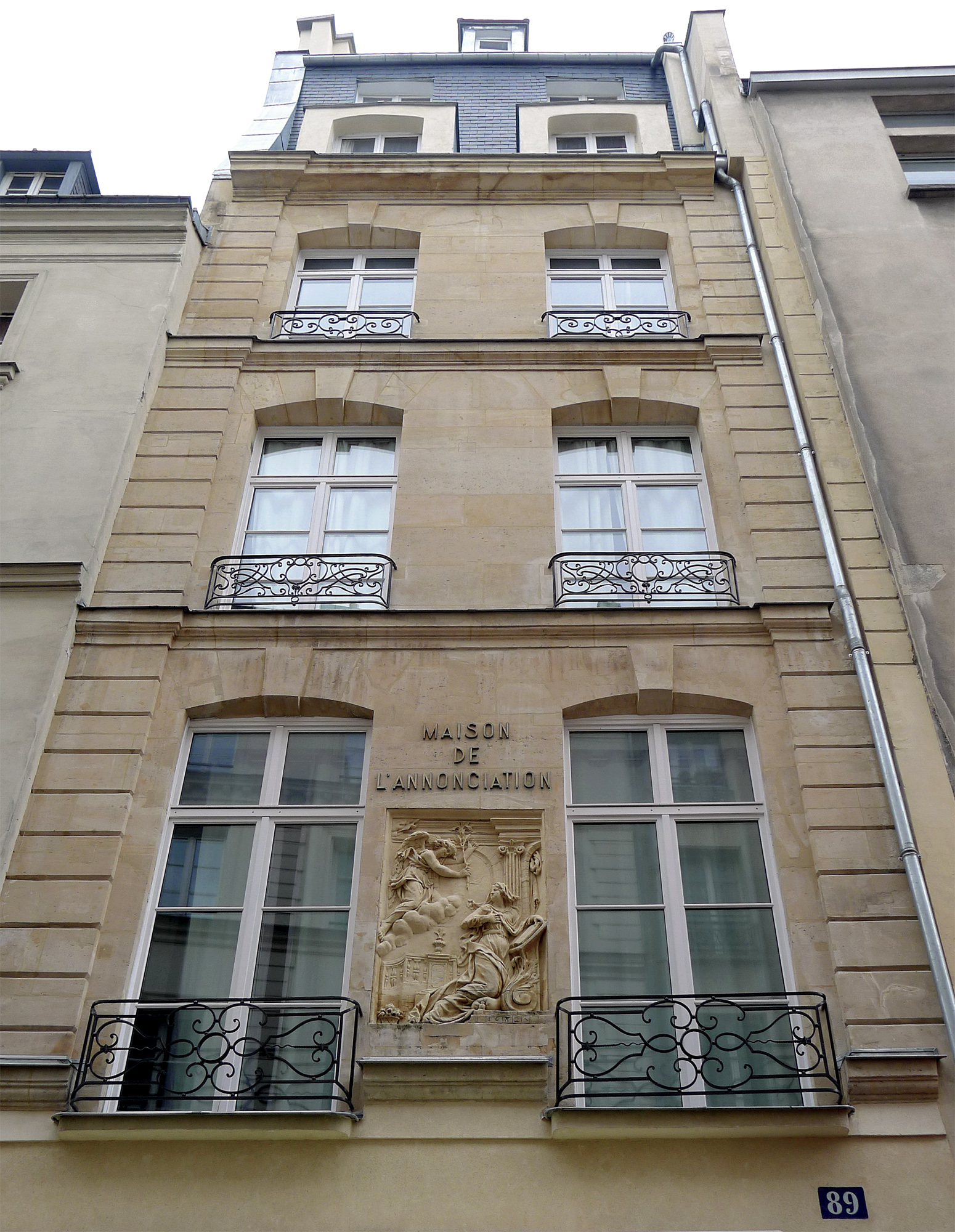
Fachada da casa da Anunciação, Predefinição:Numéro. 89.
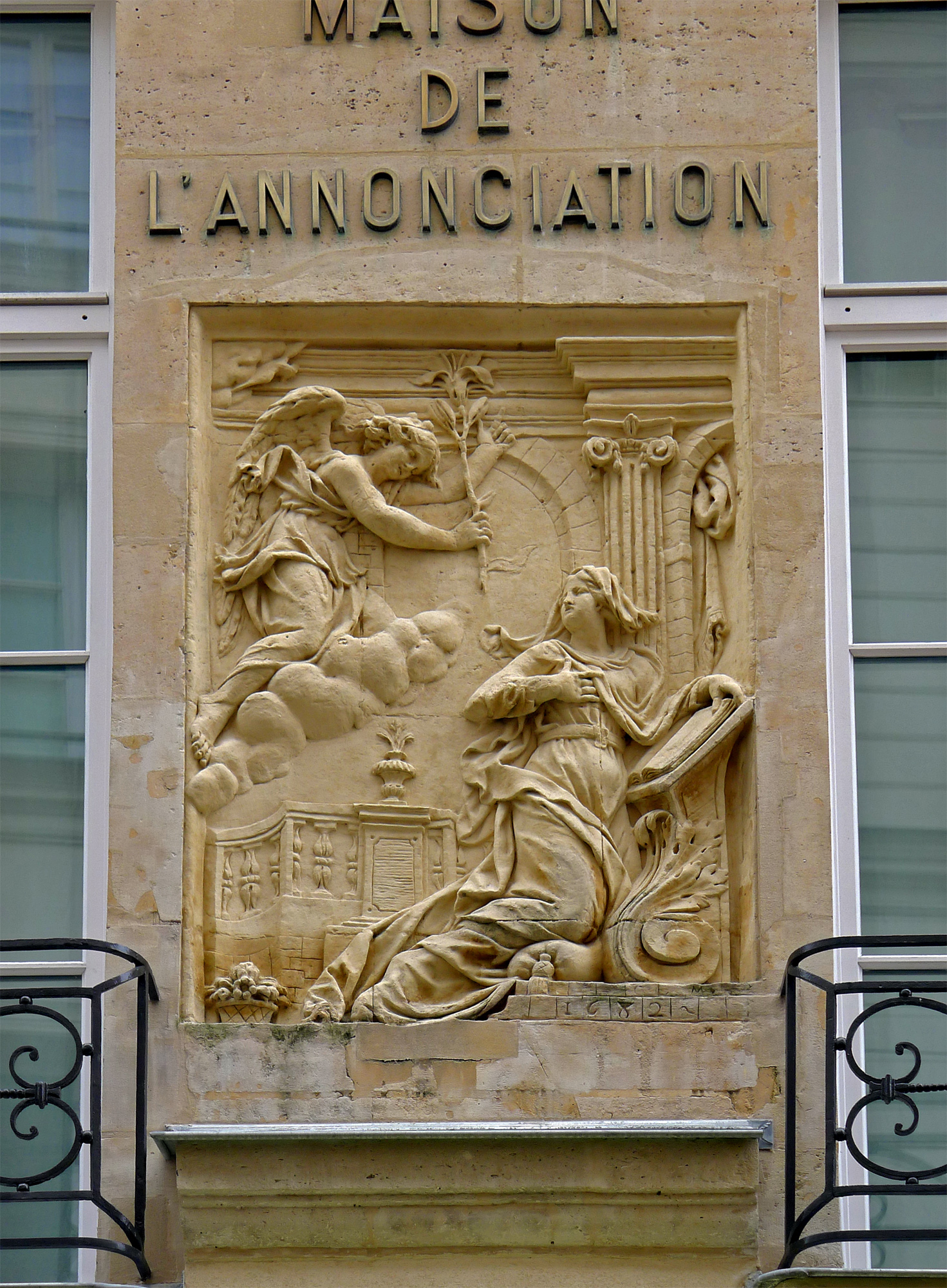
Baixo-relevo da casa da Anunciação.

- No 89, esquina das ruas Aubry-le-Boucher e Saint-Martin: batalhas sangrentas ocorreram neste local na noite de 5 de junho de 1832, durante o enterro do general Lamarque, que morreu de cólera. A artilharia da monarquia destruiu a barricada construída neste cruzamento. O espaço que separa o n.º 100 do n.º 156 está virado para o Centro Georges Pompidou, sendo esta seção da Rue Saint-Martin e o Centro separados pela Place Georges-Pompidou.
- No 113: o químico e político Marcellin Berthelot (1827-1907) viveu aí de 1851 a 1861.[3]
- No 117-119: aqui era o escritório da corporação de comerciantes-joalheiros; uma placa comemora esta história.
- No 123: Centro Cultural Sérvio.
- Nos 127-129: Centro Valônia-Bruxelas.
- No 129 (angle de la rue de Venise): Fonte Maubuee.
- No 156: entrada do edifício Piazza Beaubourg, parte do Quartier de l'Horloge. Este nome refere-se à Place Georges-Pompidou, muitas vezes chamada de Piazza Beaubourg.
- No 157: Passagem Molière.
- nos 168-170: local da capela e hospital de Saint-Julien-des-Ménétriers. Gérard de Nerval nasceu lá; uma placa o homenageia.
- No 199: local do hôtel du maréchal de Tourville.
- No 200: local da Porte Saint-Martin do Muro de Filipe Augusto.
- Nos 203-203 bis: localização da casa onde nasceu Guilherme Budé; então disse Hotel de Vic.
- No 211: Escola polivalente Saint-Martin.
- No 223: entrada para a Passage de l'Ancre que leva à Rue de Turbigo.

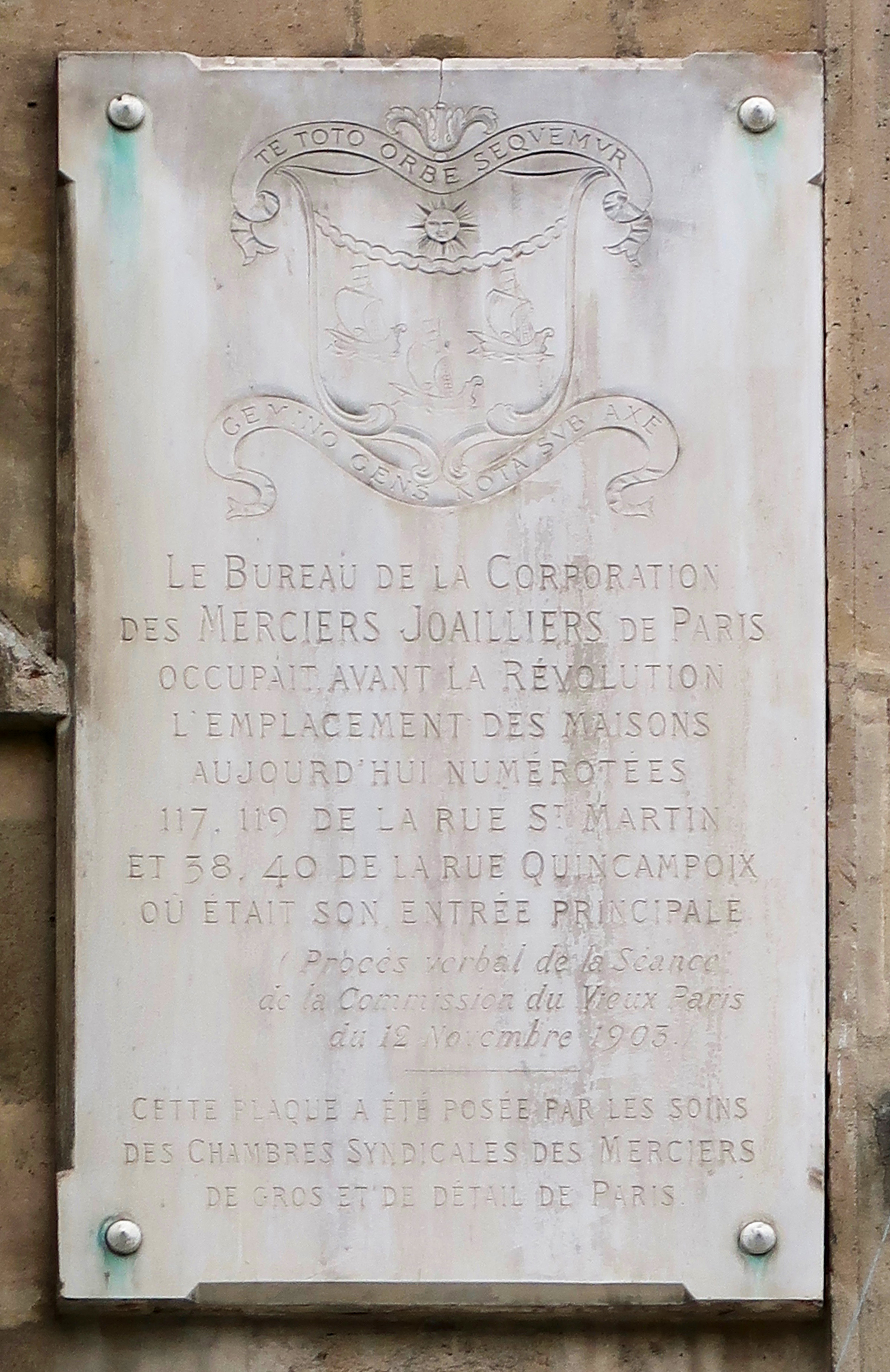
Predefinição:Numéro 119.
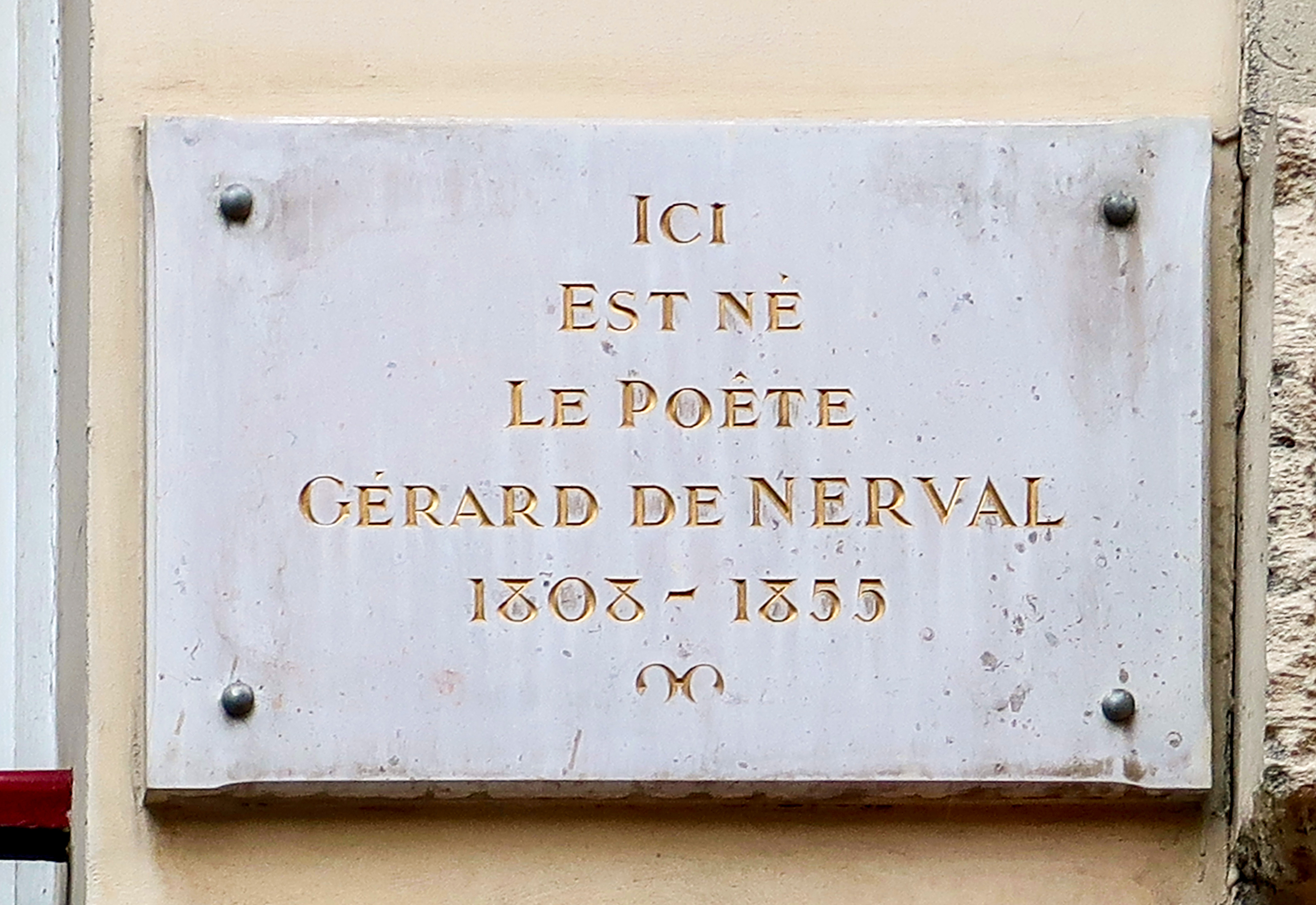
Predefinição:Numéro 168.
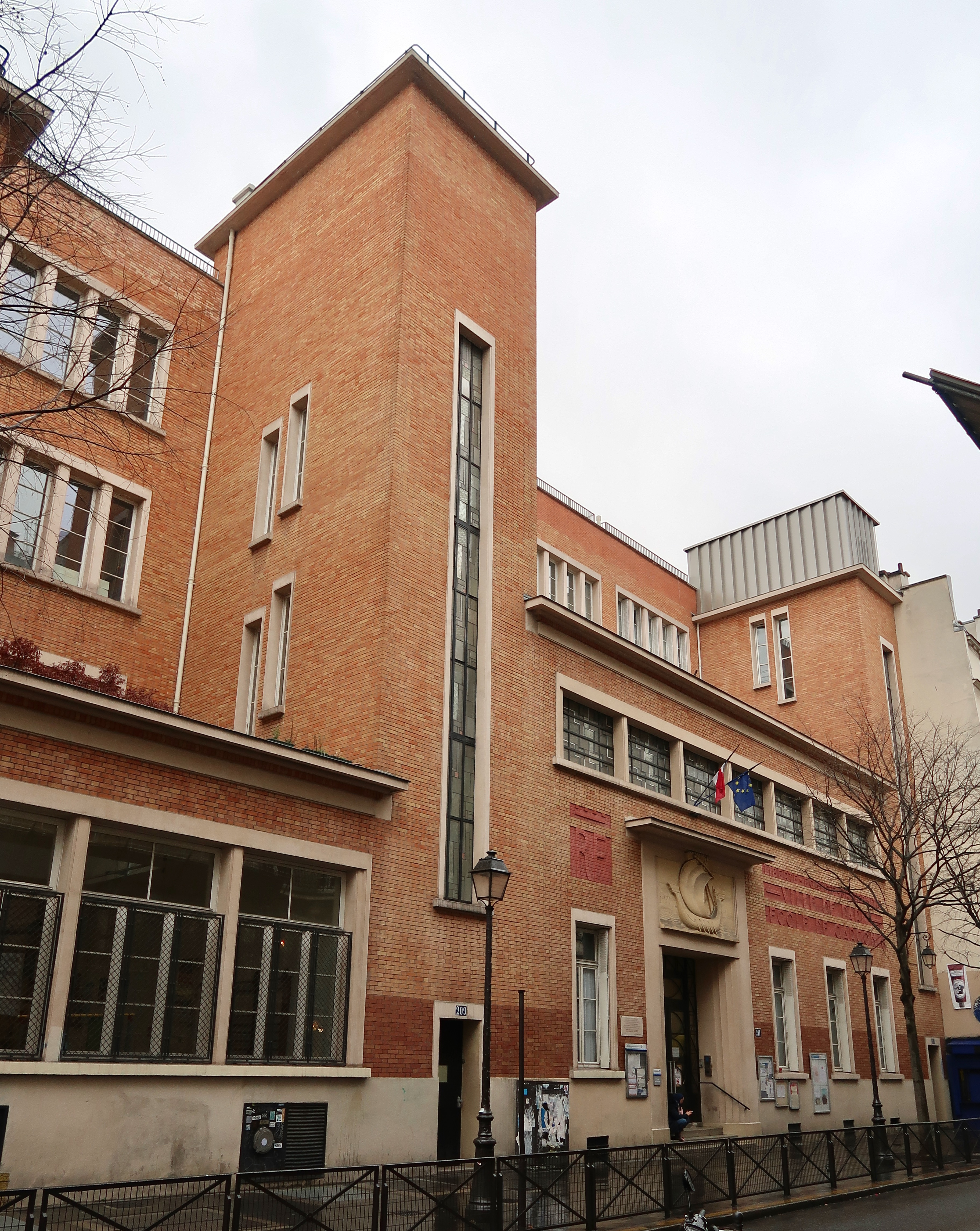
Escola São Martinho.
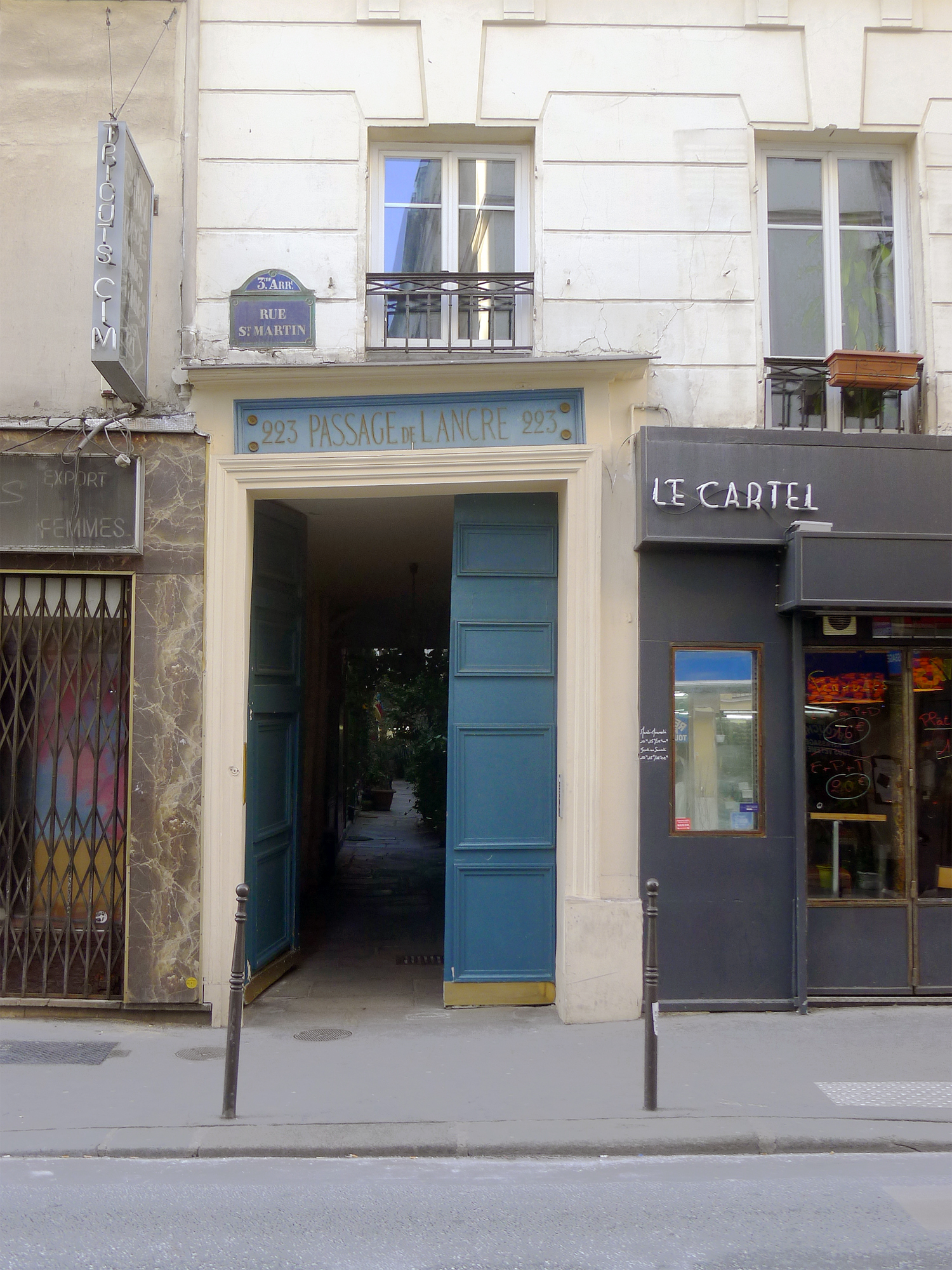
A entrada para a Passagem de l'Ancre.

- No 252 bis: Igreja de Saint-Nicolas-des-Champs com Painel da História de Paris evocando sua história.

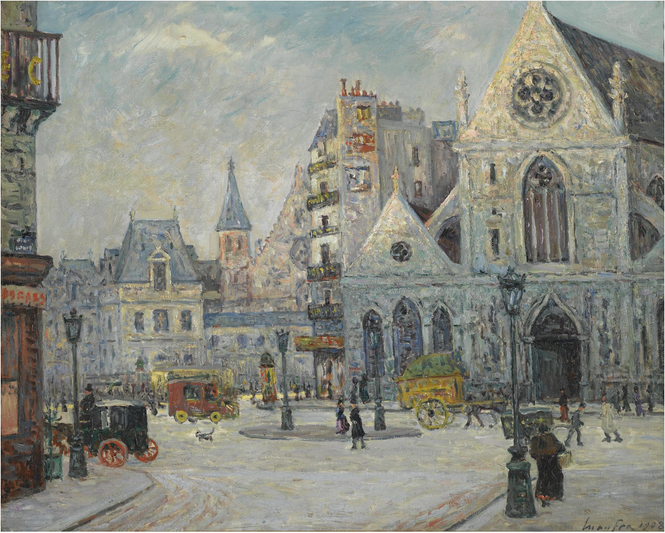
Igreja de Saint Nicolas des Champs, Rue Saint-Martin em Paris Maximo Maufra, 1908. Coleção particular, venda em 2009.
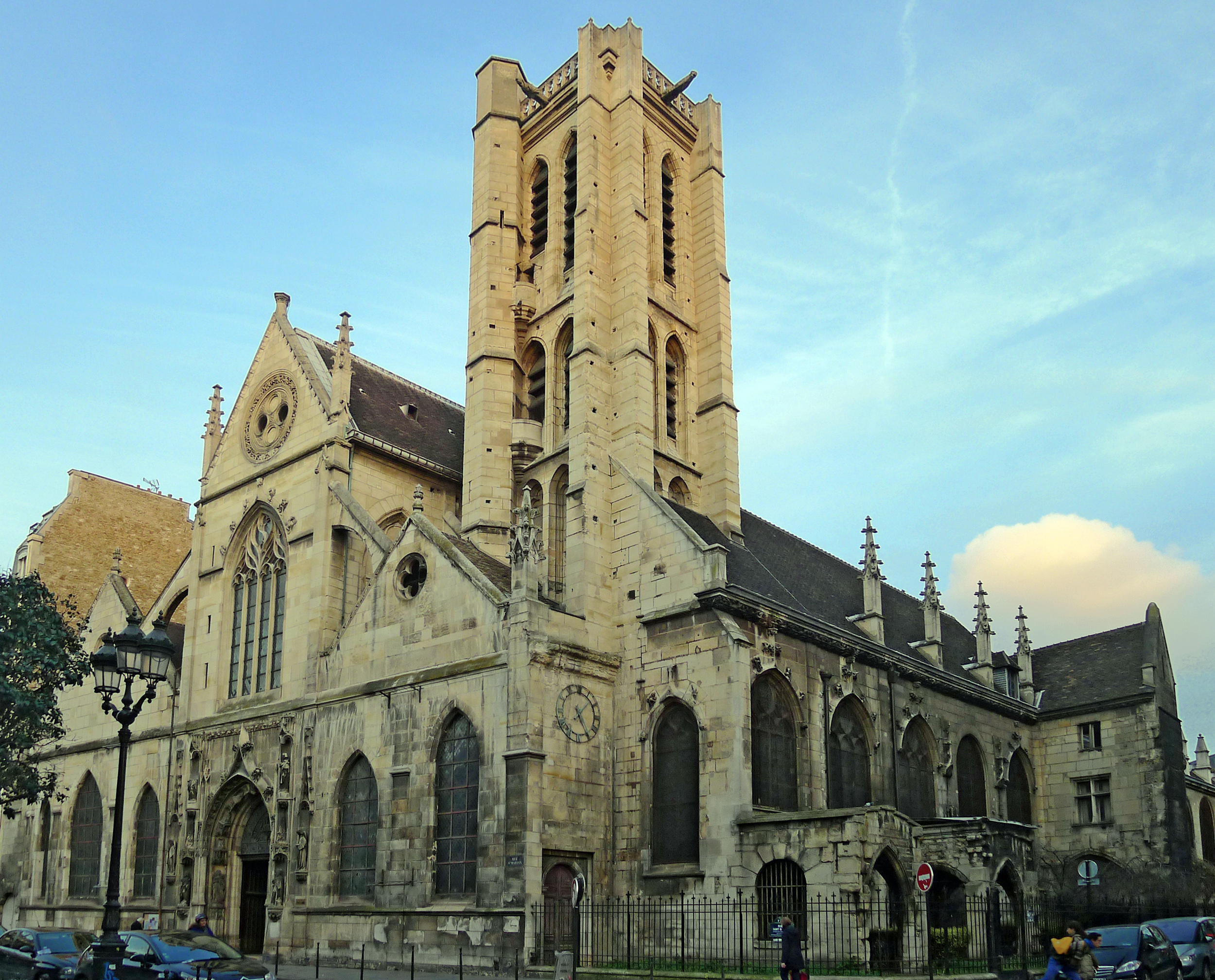
A Igreja Saint-Nicolas-des-Champs .
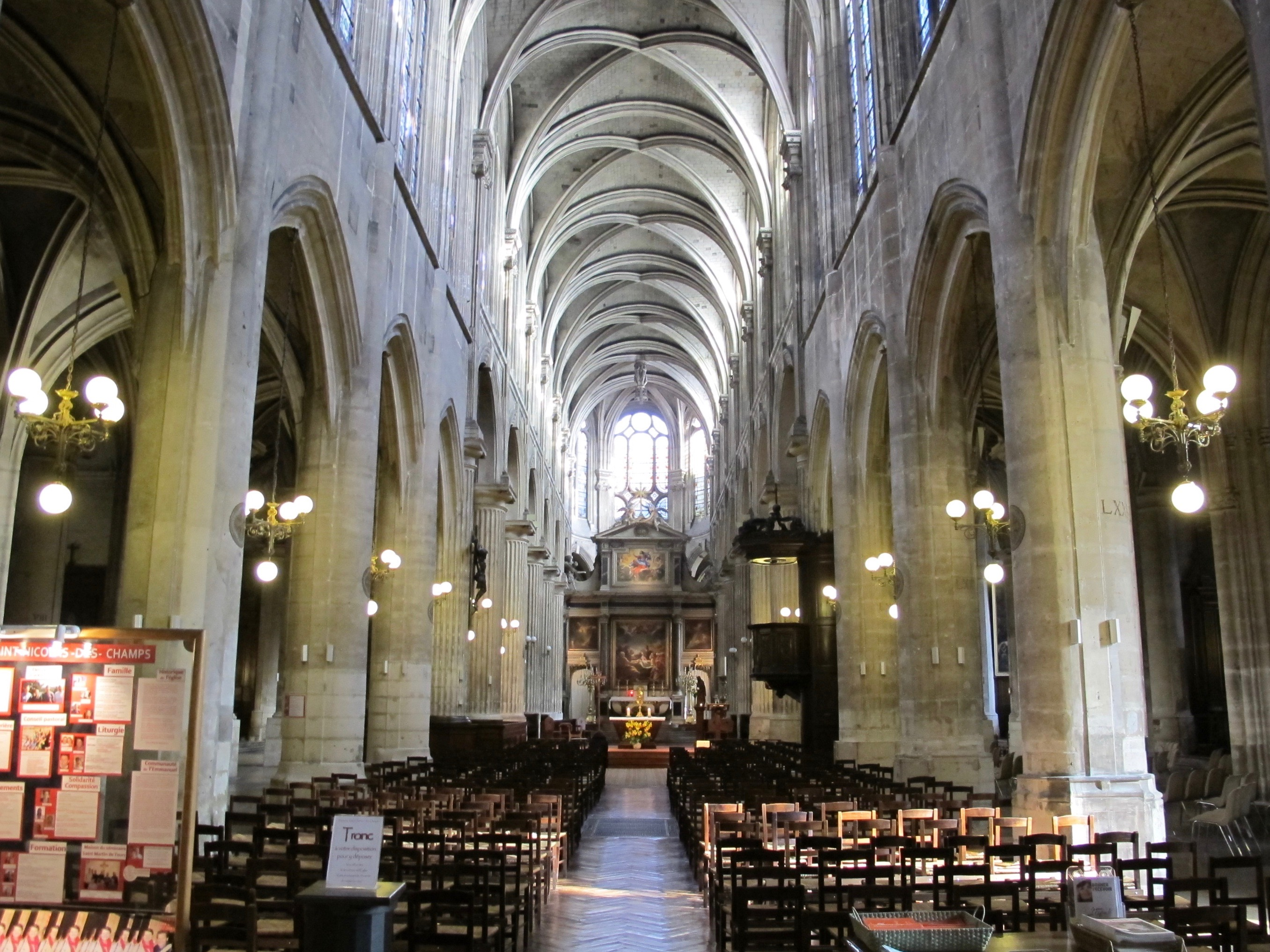
A Igreja Saint-Nicolas-des-Champs .

- Nos 270, 278 et 292: Conservatoire national des arts et métiers (CNAM), antigo Priorado de Saint-Martin-des-Champs.

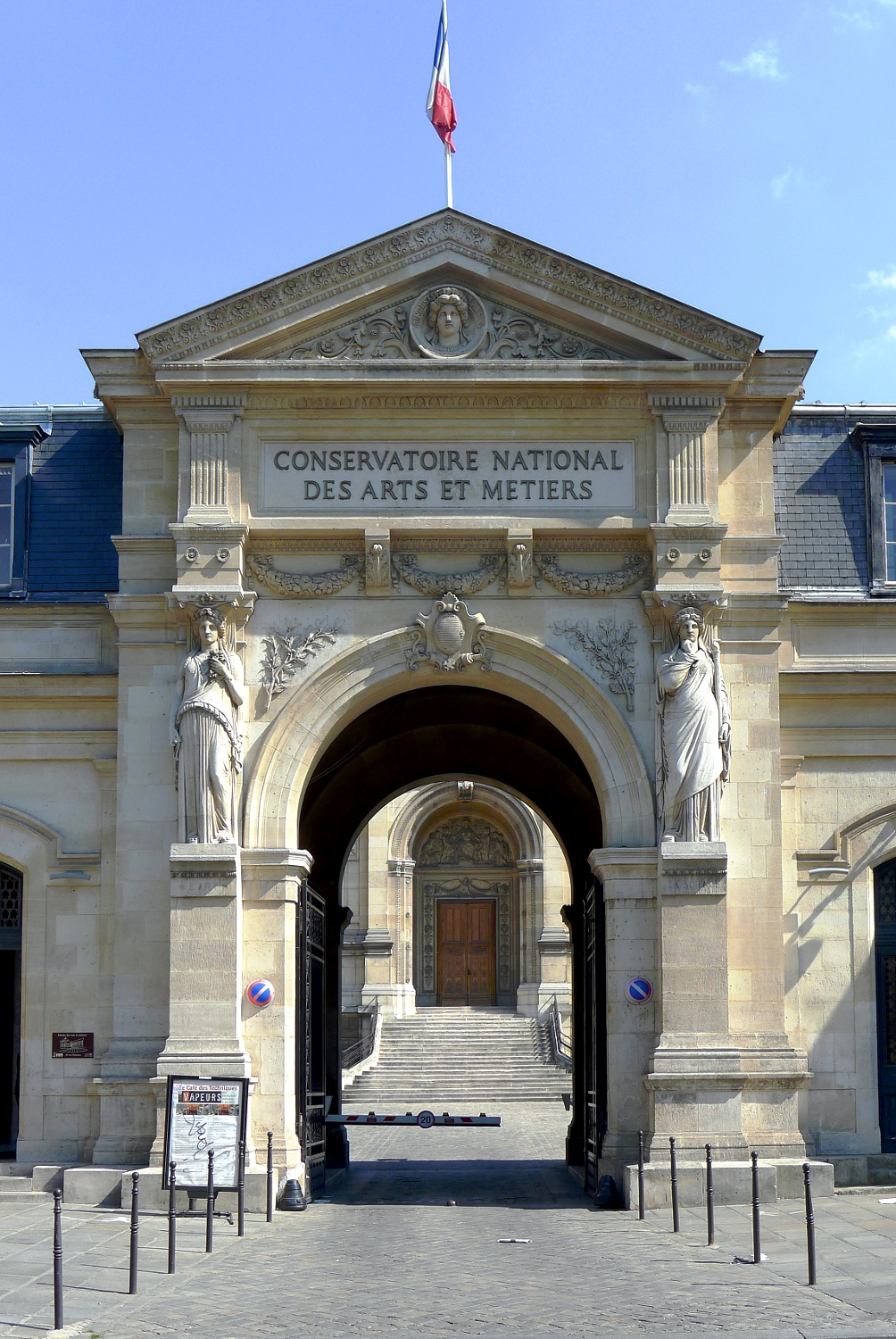
Entrada principal do Conservatório Nacional de Artes e Ofícios (CNAM).
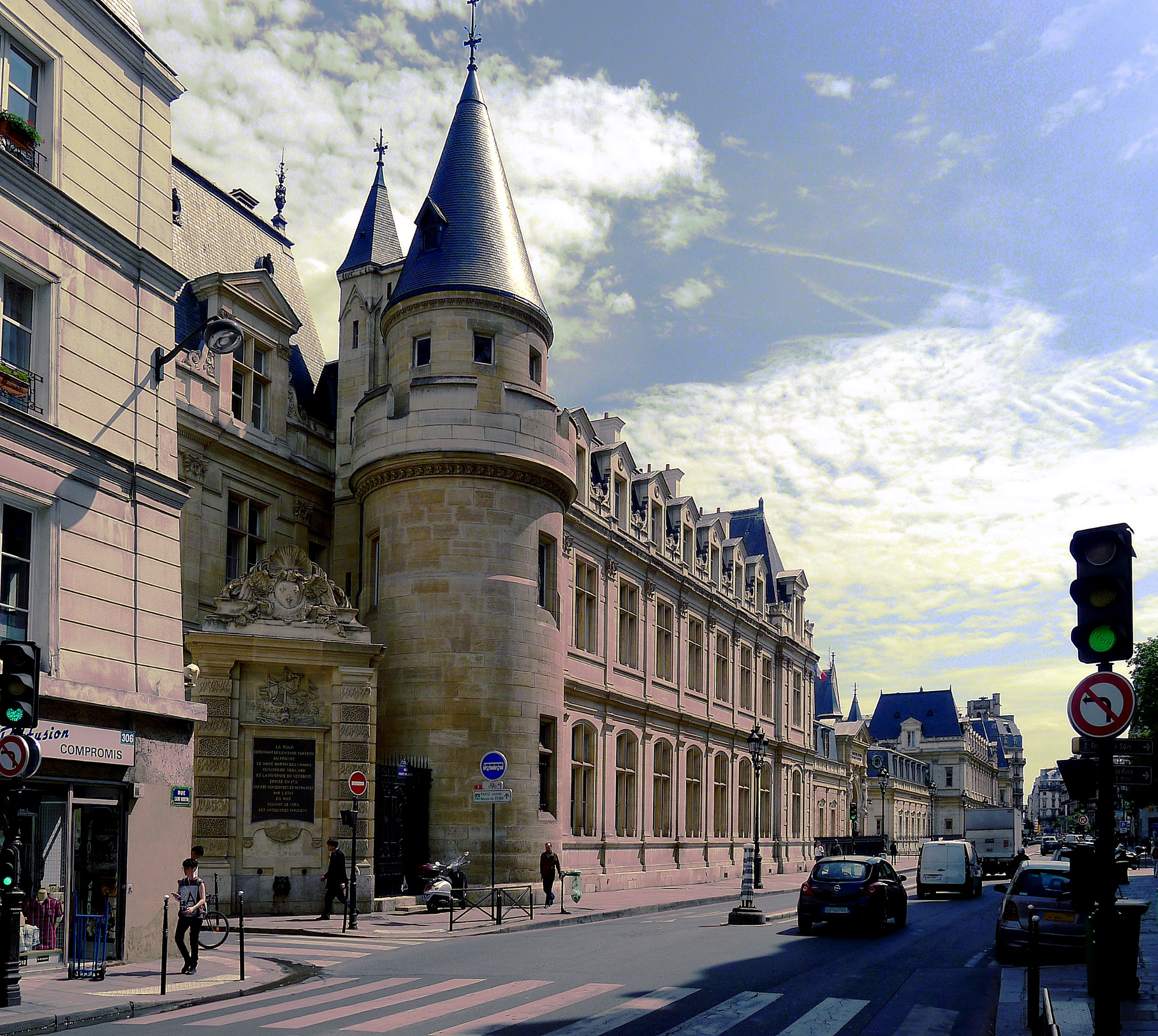
Antigo Priorado Saint-Martin-des-Champs, com a fonte e a Torre Vert Bois .

- No 325: Palais de la Mutualité, estilo Beaux-Arts, construído em 1912 pelo arquiteto Bernard-Gabriel Belesta, chamado “O Futuro do Proletariado”. Foi então, sucessivamente, fábrica de fitas, boxe, boate, sede da campanha de Lionel Jospin em 2002, então finalmente Jean-Paul Gaultier se mudou para aí em 2004.[4][5]

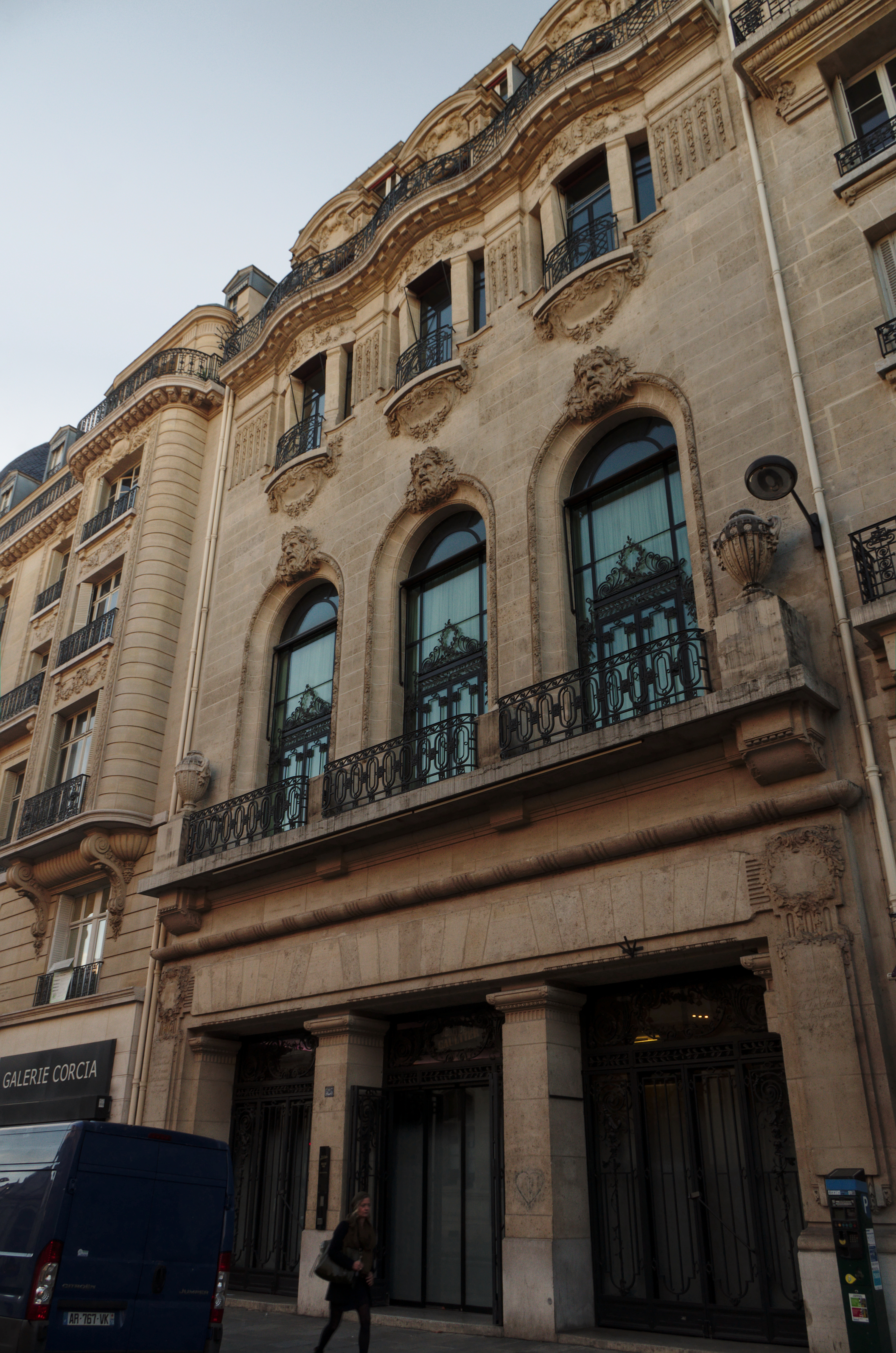
325, rue Saint-Martin em Paris.

- Fontaine du Vert Bois, na esquina com a Rue du Vertbois.
- No 353: localização da Porte Saint-Martin do recinto de Carlos V.

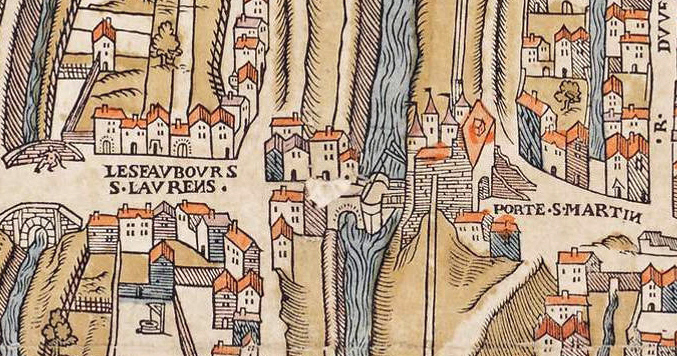
Antiga Porta de Saint-Martin da Muralha de Carlos V no plano de Truschet e Hoyau (por volta de 1550).

- Arco triunfal da Porte Saint-Martin.

### Não localizado
- Em 1674 uma casa na rua pertencia à Abadia de Montmartre.[6]